# Liste der Kulturdenkmäler in Breunigweiler
In der Liste der Kulturdenkmäler in Breunigweiler sind alle Kulturdenkmäler der rheinland-pfälzischen Ortsgemeinde Breunigweiler aufgeführt. Grundlage ist die Denkmalliste des Landes Rheinland-Pfalz (Stand: 27. November 2018).

## Denkmalzonen
| Bezeichnung                    | Lage                 | Baujahr         | Beschreibung                                                                           | Bild |
| ------------------------------ | -------------------- | --------------- | -------------------------------------------------------------------------------------- | ---- |
| Denkmalzone Jüdischer Friedhof | Börrstadter Weg Lage | 17. Jahrhundert | wohl im 17. Jahrhundert angelegt; fünf Stelen des 17., 18. und frühen 19. Jahrhunderts | BW   |

## Einzeldenkmäler
| Bezeichnung            | Lage                               | Baujahr | Beschreibung                                                         | Bild                           |
| ---------------------- | ---------------------------------- | ------- | -------------------------------------------------------------------- | ------------------------------ |
| Kriegerdenkmal         | Hauptstraße, auf dem Friedhof Lage | 1921    | Kriegerdenkmal 1914/18, 1921 von Heinrich Schuler, Kirchheimbolanden | weitere Bilder Fotos hochladen |
| Protestantische Kirche | Kirchstraße 3 Lage                 | 1763–66 | spätbarocker Saalbau, 1763–66, Turm bezeichnet 1822; ortsbildprägend | weitere Bilder Fotos hochladen |